# Wutha-Farnroda
Wutha-Farnroda is een plaats in de Duitse deelstaat Thüringen, en maakt deel uit van de Wartburgkreis.
Wutha-Farnroda telt 6.278 inwoners.

## Indeling
De gemeente bestaat uit 4 Ortsteile:
- Wutha-Farnroda met
  - Farnroda (ca. 1785 inw.)
  - Wutha (ca. 1160 inw.)
  - Eichrodt(ca. 280 inw.)
  - woongebied Mölmen (ca. 1.440 inw.)
- Schönau a. d. Hörsel met
  - Schönau (ca. 320 inw.)
  - Deubach (ca. 310 inw.)
- Mosbach (ca. 1.350 inw.)
- Kahlenberg met
  - Kahlenberg (360 inw.)
  - Burbach(24 inw.)

Amt Creuzburg ·
Bad Liebenstein ·
Bad Salzungen ·
Barchfeld-Immelborn ·
Berka v. d. Hainich ·
Bischofroda ·
Buttlar ·
Dermbach ·
Eisenach ·
Empfertshausen ·
Geisa ·
Gerstengrund ·
Gerstungen ·
Hörselberg-Hainich ·
Kaltennordheim ·
Krauthausen ·
Krayenberggemeinde ·
Lauterbach ·
Leimbach ·
Nazza ·
Oechsen ·
Ruhla ·
Schleid ·
Seebach ·
Treffurt ·
Unterbreizbach ·
Vacha ·
Weilar ·
Werra-Suhl-Tal ·
Wiesenthal ·
Wutha-Farnroda